# Sh2-73
Sh2-73 è una nebulosa a riflessione visibile nella costellazione di Ercole. Scambiata in origine per una regione HII, si è poi scoperto che è illuminata dalla nostra galassia nel suo insieme, e fa quindi parte delle cosiddette "IFN" (Integrated Flux Nebulae).
Si osserva nella parte sudoccidentale della costellazione, al confine con la Testa del Serpente e la Corona Boreale; si presenta come un debolissimo filamento appena percepibile nelle foto astronomiche sensibili e completamente invisibile alla semplice osservazione amatoriale. Il periodo più indicato per la sua osservazione nel cielo serale va da marzo a settembre ed è visibile da entrambi gli emisferi, sebbene si trovi a nord dell'equatore celeste.
Sh2-73 è una delle nubi più vicine al sistema solare, essendone distante appena 200 parsec (circa 650 anni luce); si trova ad una latitudine galattica molto elevata e non appare associata ad alcuna stella luminosa, né in essa sono attivi fenomeni di formazione stellare. La nube potrebbe essere associata a MBM 40, un debole filamento di gas non illuminato che contiene 20-40 M⊙ e distante circa 120 parsec dal Sole.